# Estany de Romedo de Baix
L'estany de Romedo de Baix és un estany d'origen glacial situat a la capçalera del riu Noguera de Cardós. Es troba a 2.007 metres d'altitud, té una superfície de 9,66 hectàrees i la seva capacitat és de 0,53 hectòmetres cúbics. Encaixat entre altes muntanyes, es troba a llevant de la serra de Llurri. L'estany recull aigua de les conques dels rius Guiló i Romedo. El seu emissari és el riu de Romedo, el qual aigües avall s'unirà al riu de Broate per formar el riu Noguera de Cardós.
Forma part del Parc Natural de l'Alt Pirineu, i pertany al terme municipal de Lladorre, a la comarca del Pallars Sobirà.
Les travesses d'alta muntanya La porta del cel i l'Alta Ruta Pirinenca bordegen l'estany, flanquejant-lo pel sud

## Aprofitament hidroelèctric
El Romedo de Baix és un estany represat. És una obra de grans dimensions, atès que la seva longitud és de 91 metres i la seva alçada és de 9 metres. La presa forma part de la Complex hidroelèctric de l'alta vall de Cardós, construït per la companyia Copisa, filial de FECSA, en els anys 60 del segle xx. Es va construir per augmentar la capacitat de l'estany fins als 0,53 hectòmetres cúbics. Addicionalment al seu emissari natural, de l'estany surt una galeria subterrània de 8.692 metres de longitud i 2,6 metres de diàmetre, la qual alimenta les turbines de les centrals de Montamara i Tavascan Superior a través del salt de Gueron. L'estany és realimentat des de la central de bombeig de Montamara amb el cabal procedent del barratge de Graus.